# Phlegra simoni
Phlegra simoni là một loài nhện trong họ Salticidae.
Loài này thuộc chi Phlegra. Phlegra simoni được Ludwig Carl Christian Koch miêu tả năm 1882.